# Місячниця гірська
Мі́сячниця гірсьќа, або луна́рія ожива́юча (Lunaria rediviva) — багаторічна рослина родини капустяних. Вид занесений до Червоної книги України у статусі «Неоцінений». Лікарська, технічна, медоносна та декоративна культура.

## Опис
Трав'яниста рослина 30–150 см заввишки, гемікриптофіт. Кореневище повзуче. Стебла висхідні або прямостоячі, у верхній частині розгалужені. Листки на довгих черешках, великі, темно-зелені, глибокосерцеподібні (верхні — ланцетні), нерівномірно-гострозубчасті. Кінці нижніх листків заокруглені, верхніх — дещо загострені.
Суцвіття — зонтикоподібна негуста китиця. Квітки запашні, розташовані на горизонтально відхилених квітконіжках завдовжки 10–14 мм, які при цвітінні видовжуються. Чашолистиків 4, вони 5–6 мм завдовжки, зовнішні мішкоподібні, ширші за внутрішні. Пелюсток 4, вони світло-лілові, фіолетові або білі, 15–20 мм завдовжки. Нектарники розташовані при основі тичинок. Плід — еліптичний стручечок, на верхівці і при основі гострий, завдовжки 3–9 см, завширшки 1,5–3,5 см, щільно стиснутий, напівпрозорий. Часто стручечки залишаються на рослині до весни. Насінини ниркоподібні, 7–10 мм завдовжки, 4–6 мм завширшки.
Число хромосом 2n = 30.

## Хімічний склад
Загальний вміст вологи в тканинах лунарії оживаючої становить 84,6%, що менше, ніж у близької до неї місячниці однорічної. Водночас, вміст зв'язаної вологи у першого виду вищий, ніж у другого, що можна розглядати як пристосування до посушливого клімату. Про це ж свідчить і вищий (у 1,5 рази) вміст мінеральних та органічних речовин, які рослина запасає для розвитку у несприятливий період року.
Вид багатий на олію, до складу якої входять ерукова та нервонова кислоти, причому вміст останньої речовини значно вищий, ніж в інших представників родини Капустяних.

## Екологія
Рослина тіньовитривала, помірно вологолюбна, відносно більш посухостійка в порівнянні з місячницею однорічною, але не жаростійка. На рівнинах вид приурочений до перезволожених багатих ґрунтів, у горах лунарія оживаюча зростає у тінистих листяних лісах на збагачених карбонатами ґрунтах, в тому числі на змитих і кам'янистих осипах, у ярах.
Цвітіння триває з квітня по липень, плодоносить у серпні-жовтні. Розмножується насінням, рідше вегетативно (кореневищами). Квіти цього виду, ймовірно, є самостерильними. Запилювачами виступають бджоли і метелики, яких місячниця приваблює сильним ароматом, схожим на запах бузку. Лунарія оживаюча має однакове число хромосом з місячницею однорічною, тому здатна утворювати з нею гібриди.

## Поширення
Центр розповсюдження знаходиться у Центральній і континентальній частині Західної Європи. Південна межа ареалу доходить до Піренейських гір й острова Сардинія, північна охоплює Балтію та південь Скандинавії. На теренах Східної Європи місячниця гірська також трапляється, але в невеликій кількості. Занесена до Великої Британії, Північної Америки, Нової Зеландії, де натуралізована.
В Україні ця рослина зростає переважно у Карпатах, Закарпатті, Тернопільщині (зокрема на території Національного природного парку "Кременецькі гори"),  Розточчі, Опіллі, Покутті, на заході Поділля. Крім того, ізольовані популяції знайдені у центральному Поділлі і на Середньоруській височині.

## Значення і статус виду
Рослина охороняється в заповідниках «Ґорґани», «Медобори» (входить до складу Національного природного парку "Кременецькі гори"), Карпатському біосферному, в національних парках «Синевир», «Сколівські Бескиди», «Подільські Товтри», Ужанському, Вижницькому, Яворівському, Карпатському, заказнику «Гайдамацька Балка». За межами України охороняється в Чехії.
Місячницю гірську здавна використовували в народній медицині як заспокійливий і сечогінний засіб. Лікарською сировиною слугувало насіння, водний настій якого застосовували при епілепсії, судомах у дітей тощо. Сучасна офіційна медицина цю рослину не використовує.
Олія місячниці слугує сировиною для виготовлення лаків та фарб.
Завдяки добре помітним уночі суцвіттям і приємному запаху вид придатний для вирощування у садках, а надто у тінистих. Для культивування місячниці гірської придатна ділянка з пухким, помірно вологим, поживним ґрунтом. Пересадки рослини не люблять, при вирощуванні на одному місці декілька років поспіль дають щедрий самосів і можуть навіть дичавіти.

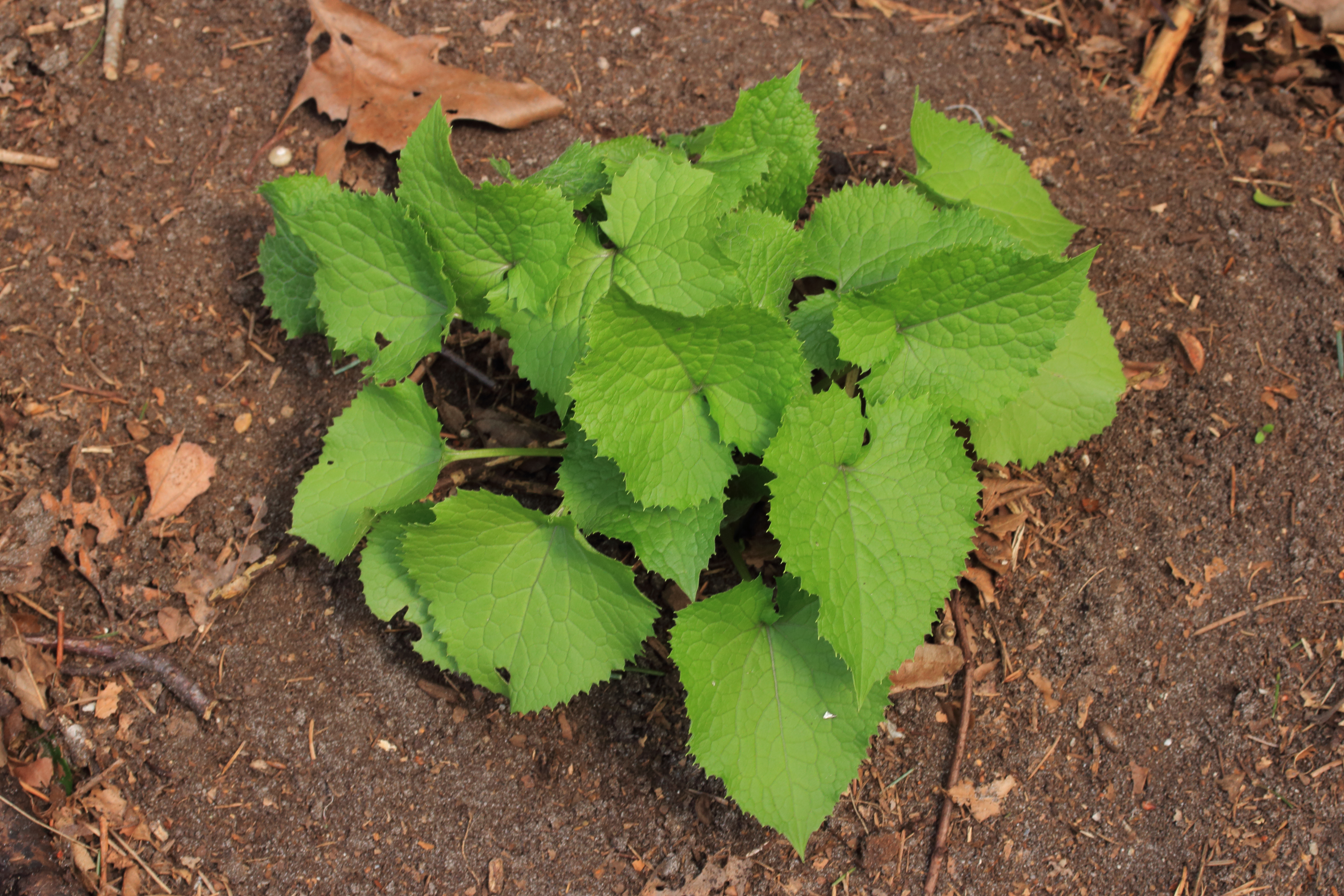
Листкова розетка
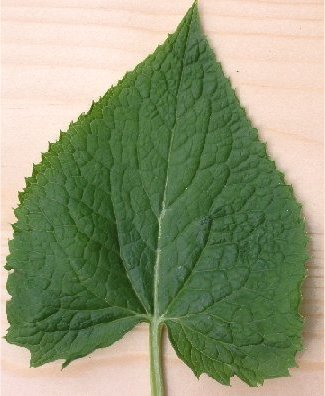
Листок великим планом
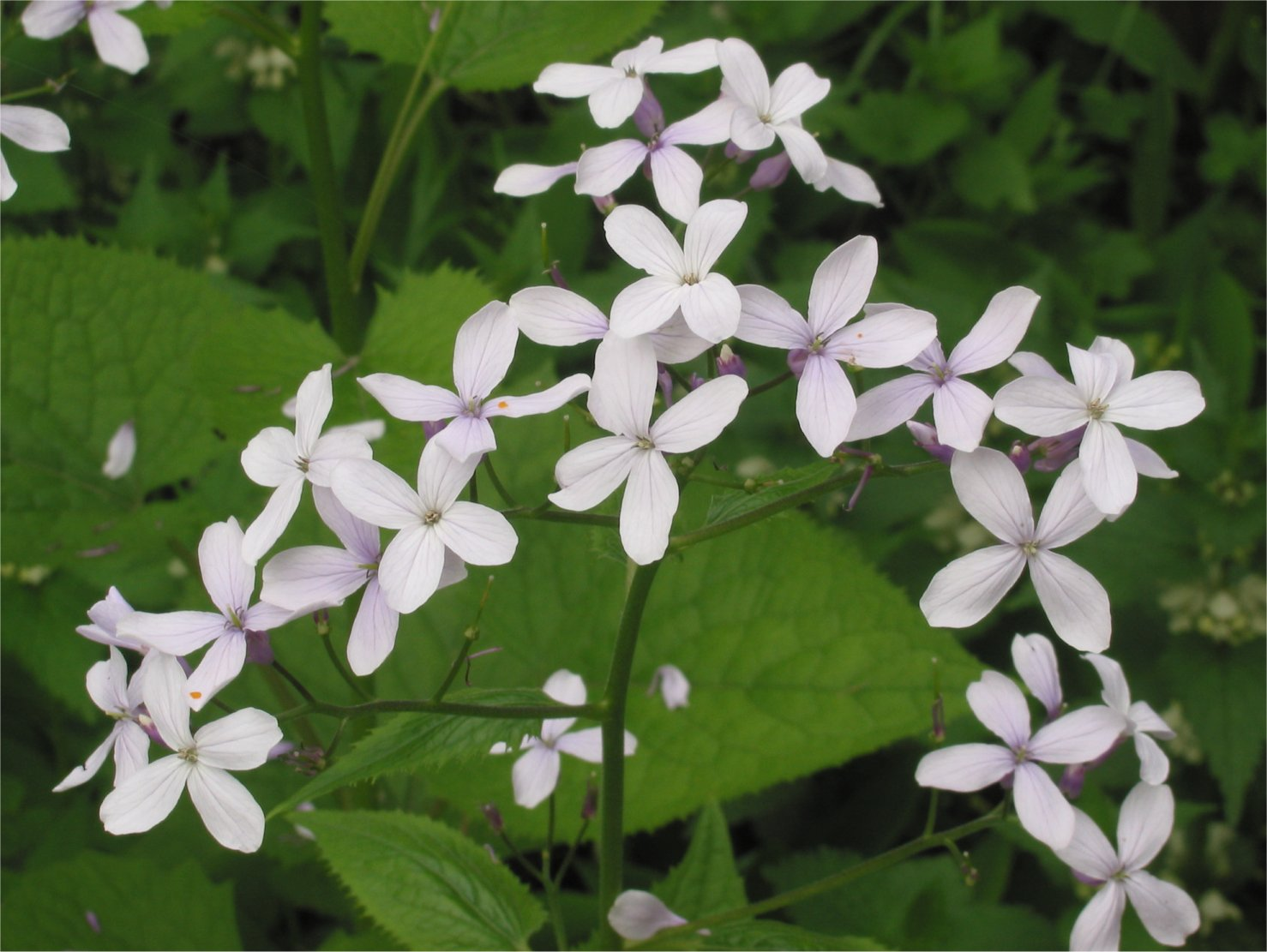
Суцвіття
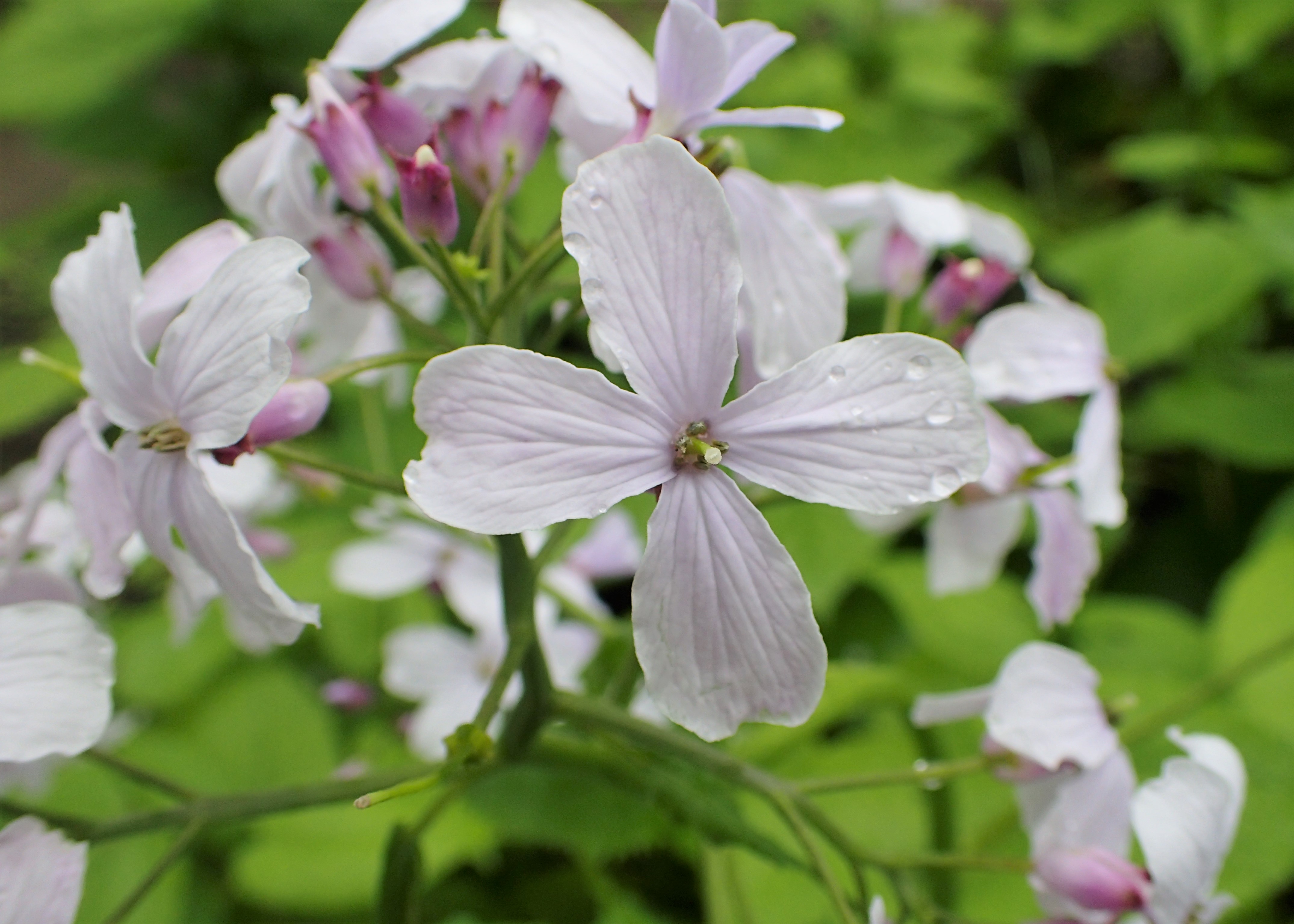
Квітка великим планом
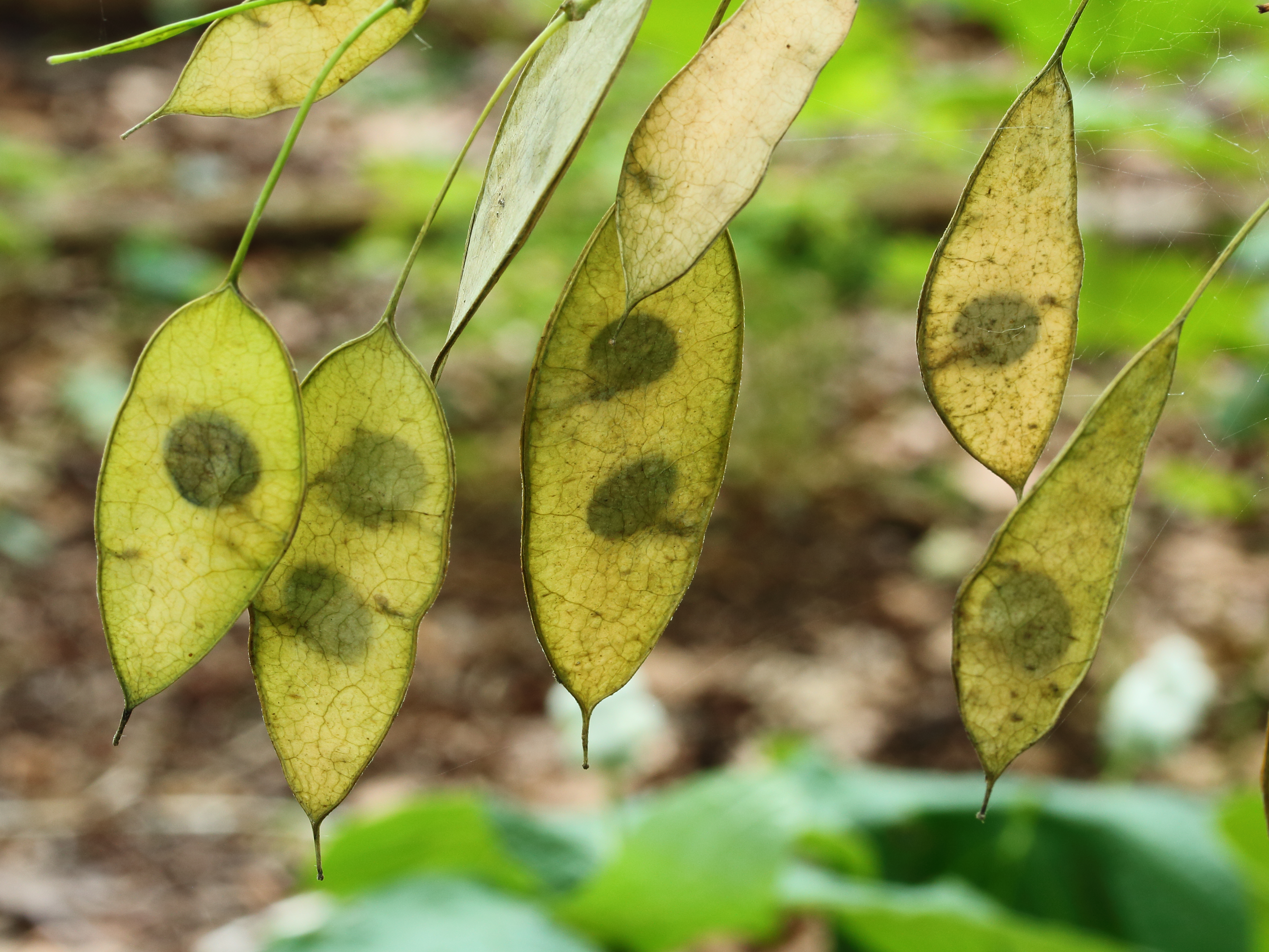
Стиглі плоди
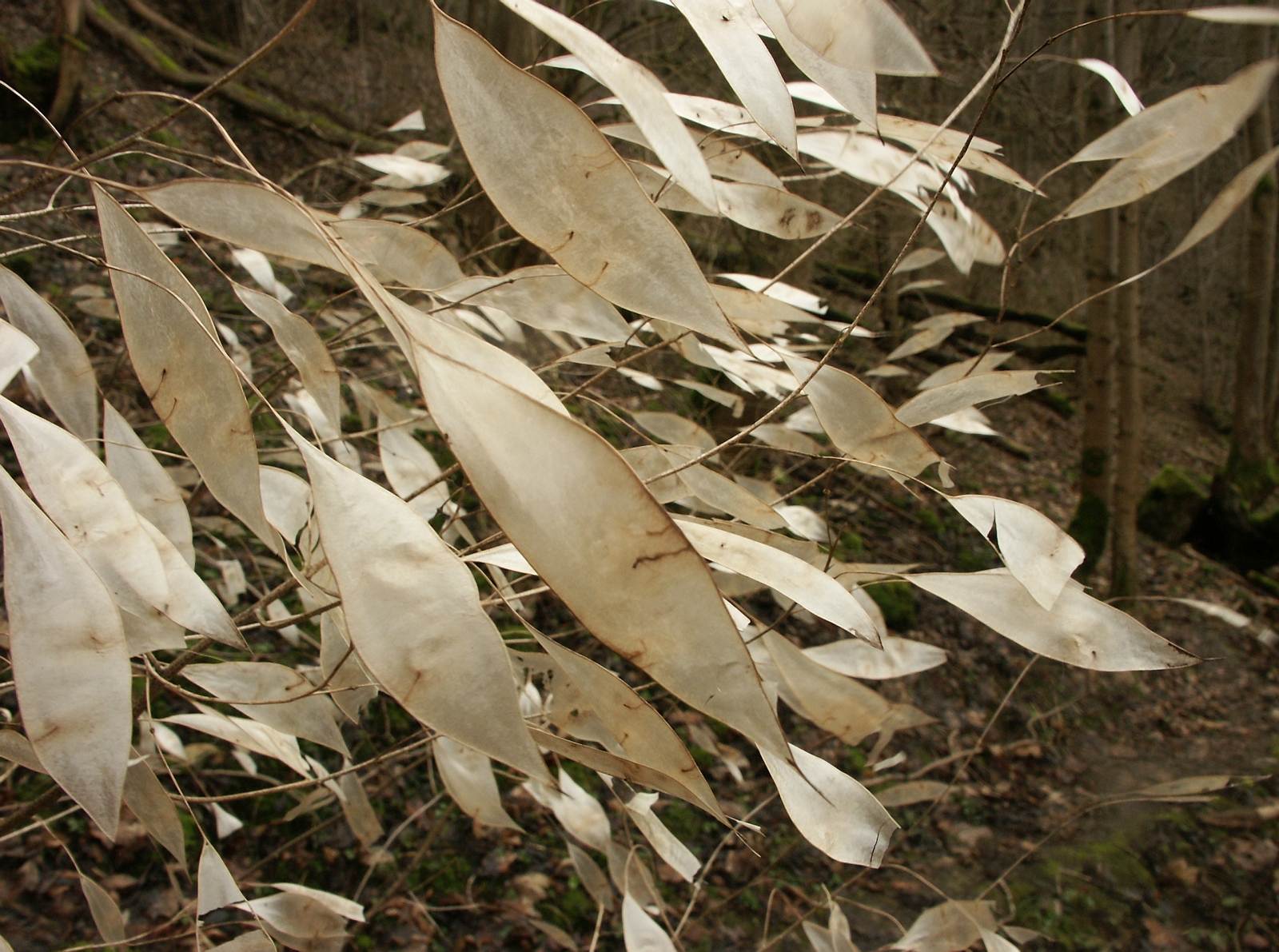
Плівчасті перетинки плодів, що залишились після вивільнення насіння

## Синоніми
- Crucifera rediviva E.H.L.Krause
- Lunaria alpina Bergeret[2]